# St. Gallus (Oberopfingen)
St. Gallus ist ein Aussiedlerhof auf der Gemarkung von Oberopfingen, einem Teilort von Kirchdorf an der Iller im Landkreis Biberach in Oberschwaben.

## Beschreibung
Der im Jahre 1974 erbaute und ca. 75 Hektar große Aussiedlerhof liegt nordwestlich des Kreuzungspunktes der B 312 mit der K 7579 auf einer jungwürmeiszeitlichen Niederterrasse des Illertales und grenzt an die Gemeinde Berkheim. Der Hof besteht aus zwei Gebäudeteilen. Zum einen das südlich gelegene eineinhalbstöckige Wohnhaus, das mit einem westlich verlaufenden Verbindungstrakt (Milchkammer und Garagen) mit den Stallungen und der Maschinenhalle, verbunden ist. Gegenüber diesem Gebäude befindet sich eine weitere rechteckige Scheune, in der landwirtschaftliche Produkte gelagert werden. In der Nähe von St. Gallus befindet sich das Biomassekraftwerk Agrar-Energie-Illertal.